# العلاقات الدنماركية اليابانية
العلاقات الدنماركية اليابانية هي العلاقات الثنائية التي تجمع بين الدنمارك واليابان.

## مقارنة بين البلدين
هذه مقارنة عامة ومرجعية للدولتين:
| وجه المقارنة                                              | الدنمارك                                                     | اليابان         |
| --------------------------------------------------------- | ------------------------------------------------------------ | --------------- |
| المساحة (كم2)                                             | 42.92 ألف                                                    | 377.97 ألف      |
| عدد السكان (نسمة)                                         | 5.79 مليون                                                   | 126.79 مليون    |
| الكثافة السكانية (ن./كم²)                                 | 134.9                                                        | 335.45          |
| العاصمة                                                   | كوبنهاغن                                                     | طوكيو           |
| اللغة الرسمية                                             | اللغة الدنماركية                                             | اللغة اليابانية |
| العملة                                                    | كرونة دنماركية                                               | ين ياباني       |
| الناتج المحلي الإجمالي (بليون دولار)                      | 324.87 مليار                                                 | 4.87 تريليون    |
| الناتج المحلي الإجمالي (تعادل القوة الشرائية) بليون دولار | 278.61 مليار                                                 | 5.18 تريليون    |
| الناتج المحلي الإجمالي الاسمي للفرد دولار أمريكي          | 51.99 ألف                                                    | 34.52 ألف       |
| الناتج المحلي الإجمالي للفرد دولار أمريكي                 | 45.54 ألف                                                    | 36.62 ألف       |
| مؤشر التنمية البشرية                                      | 0.900                                                        | 0.903           |
| رمز المكالمات الدولي                                      | +45                                                          | +81             |
| رمز الإنترنت                                              | .dk                                                          | .jp             |
| المنطقة الزمنية                                           | توقيت وسط أوروبا، ت ع م+02:00، ت ع م+01:00، أوروبا/كوبنهاجن ‏ | توقيت اليابان   |

## مدن متوأمة
في ما يلي قائمة باتفاقيات التوأمة بين مدن دنماركية ويابانية:
- ترتبط Kolding Municipality [الإنجليزية]‏ مع أنجو باتفاقية توأمة منذ 1979.[14][15][15][16]
- ترتبط أودنسه مع فوناباشي باتفاقية توأمة منذ 1991.[17][17][17][17]
- ترتبط كولدنغ مع أنجو باتفاقية توأمة منذ 2007.[14][15][15][16]

## منظمات دولية مشتركة
يشترك البلدان في عضوية مجموعة من المنظمات الدولية، منها:
| علم المنظمة | اسم المنظمة                               | تاريخ انضمام الدنمارك | تاريخ انضمام اليابان |
| ----------- | ----------------------------------------- | --------------------- | -------------------- |
|             | منظمة التعاون الاقتصادي والتنمية          | ?                     | ?                    |
|             | منظمة التجارة العالمية                    | 1995                  | ?                    |
|             | الاتحاد البريدي العالمي                   | ?                     | ?                    |
|             | مجموعة الموردين النوويين                  | ?                     | ?                    |
|             | يونسكو                                    | 4 نوفمبر 1946         | 2 يوليو 1951         |
|             | الفريق المعني برصد الأرض                  | ?                     | ?                    |
|             | مؤسسة التمويل الدولية                     | 20 يوليو 1956         | 20 يوليو 1956        |
|             | المركز الدولي لتسوية المنازعات الاستشارية | 24 مايو 1968          | 16 سبتمبر 1967       |
|             | بنك التنمية الآسيوي                       | 1966                  | 1966                 |
|             | منظمة حظر الأسلحة الكيميائية              | ?                     | ?                    |
|             | مؤسسة التنمية الدولية                     | 30 نوفمبر 1960        | 27 ديسمبر 1960       |
|             | مجموعة أستراليا                           | 1985                  | 1985                 |
|             | نظام تحكم تكنولوجيا القذائف               | 1990                  | 1987                 |
|             | وكالة ضمان الاستثمار متعدد الأطراف        | 12 أبريل 1988         | 12 أبريل 1988        |
|             | الاتحاد الدولي للاتصالات                  | 1866                  | 29 يناير 1879        |
|             | منظمة الشرطة الجنائية الدولية             | ?                     | ?                    |
|             | الأمم المتحدة                             | 24 أكتوبر 1945        | 18 ديسمبر 1956       |
|             | البنك الدولي للإنشاء والتعمير             | 30 نوفمبر 1960        | 13 أغسطس 1952        |
|             | البنك الإفريقي للتنمية                    | ?                     | ?                    |

## وصلات خارجية
- موقع وزارة الخارجية الدنماركية
- موقع وزارة الخارجية اليابانية